# Joshua Car
Joshua Car (* 1. August 2000) ist ein australischer Automobilrennfahrer.

## Karriere
Car begann seine Karriere im Kartsport, bevor er 2018 sein Debüt in der US-amerikanischen Formel-4-Meisterschaft gab. Im Jahr darauf wurde er mit 6 Siegen zum Titelgewinner der Rennserie. Von 2020 bis 2021 fuhr er für Crosslink Competition und Team Crosslink im Formula Regional Americas Championship, in seiner zweiten Saison wurde er Zweiter.

## Statistik
| Saison | Rennserie                               | Rennteam                              | Rennen | Siege | Podiums | Punkte | Position |
| ------ | --------------------------------------- | ------------------------------------- | ------ | ----- | ------- | ------ | -------- |
| 2018   | US-amerikanische Formel-4-Meisterschaft | Crosslink Racing with Kiwi Motorsport | 17     | 2     | 4       | 168    | 4.       |
| 2019   | US-amerikanische Formel-4-Meisterschaft | Crosslink/Kiwi Motorsport             | 15     | 6     | 14      | 297    | 1.       |
| 2020   | Formula Regional Americas Championship  | Crosslink Racing                      | 17     | 0     | 3       | 109    | 6.       |
| 2021   | Formula Regional Americas Championship  | Crosslink Competition                 | 17     | 3     | 9       | 218    | 2.       |